# Capilla de Mynyddbach
La Capilla de Mynyddbach (en inglés: Mynyddbach Chapel) es la capilla independiente más antigua del Swansea, Gales. Alrededor de 1640 un grupo de personas se reunieron el sábado y en las noches de la semana, para leer las Escrituras y tener la oración en la granja "Cilfwnwr" cerca de Llangyfelach y después en "Tirdwncyn". Ellos siguieron reuniéndose como iglesia debidamente constituida hasta 1762. Entre 1720/59 el ministro en "Tirdwncyn" era Samuel Jones. Un pedazo de tierra fue arrendada en 1761 y una capilla fue construida allí poco después, en Tirdoncyn-Newydd cerca Llangyfelach. En 1867 una nueva capilla fue construida y fue restaurada en la década de 1930. 